# 6925 Susumu
6925 Susumu è un asteroide della fascia principale del diametro medio di circa 21,02 km. Scoperto nel 1993, presenta un'orbita caratterizzata da un semiasse maggiore pari a 2,8335855 UA e da un'eccentricità di 0,0989119, inclinata di 14,22911° rispetto all'eclittica.